# Viscum scurruloideum
Viscum scurruloideum är en sandelträdsväxtart som beskrevs av B.A. Barlow. Viscum scurruloideum ingår i släktet mistlar, och familjen sandelträdsväxter. Inga underarter finns listade i Catalogue of Life.